# Mountain Cur
Mountain Cur är en hundras från USA. I amerikanskt språkbruk är en cur en korthårig hund som kan användas både som vallhund och jakthund. Mountain Cur är en träddrivande hund som bland annat används för jakt på tvättbjörn och ekorrar. Rasen är inte erkänd av Fédération Cynologique Internationale (FCI) men den amerikanska kennelklubben American Kennel Club (AKC) registrerar den i sitt preliminära program Foundation Stock Service (FSS).